# Осећање кривице
Осећање кривице је непријатно осећање које се јавља када се стварно или само у мислима прекрши нека морална норма. Представља субјективну, болну оцену тог догађаја као морално неисправног, а себе самог као недостојног или грешног. Осећање кривице има улогу моћног унутрашњег регулатора моралног понашања људи. Несвесно осећање кривице манифестује се као потреба за казном, неуроза судбине, морални мазохизам, меланхолија.
Кривица је важан фактор у одржавању симптома опсесивно-компулзивног поремећаја.

## Психологија
Кривица и повезани узроци, предности и мане су уобичајене теме у психологији и психијатрији. На специјализованом и на обичном језику, кривица је афективно стање у којем неко доживљава конфликт због тога што је учинио нешто за шта верује да није требало да уради (или обрнуто, да није урадио нешто за шта верује да је требало да уради). То изазива осећај који не нестаје лако, вођен 'савешћу'. Сигмунд Фројд је ово описао као резултат борбе између ега и суперега – родитељског утискивања. Фројд је одбацио улогу Бога као кажњавача у временима болести или награђивача у време здравља. Док је уклањао један извор кривице са пацијената, описао је други. То је била несвесна сила унутар појединца која је допринела болести, Фројд је заправо почео да сматра „препреку несвесног осећаја кривице... као најмоћнију од свих препрека опоравку.“ За каснијег аналитичара кривице, Жака Лакана, кривица је била неизбежни пратилац означавајућег субјекта који је признавао нормалност у облику симболичког поретка.
Алис Милер тврди да „многи људи целог живота пате од овог опресивног осећаја кривице, осећаја да нису испунили очекивања својих родитеља.... ниједан аргумент не може да превазиђе ово осећање кривице, јер они имају своје почетке у животу најранијег периода, и из тога изводе свој интензитет." Ово може бити повезано са оним што је Лес Парот назвао „болешћу лажне кривице ... У корену лажне кривице је идеја да оно што осећате мора бити истина.”
Филозоф Мартин Бубер је подвукао разлику између фројдовског појма кривице, засноване на унутрашњим сукобима, и егзистенцијалне кривице, засноване на стварној штети учињеној другима.
Кривица је често повезана са анксиозношћу. У манији, према Ото Феничелу, пацијент успева да примени на кривицу „одбрамбени механизам порицања прекомерном компензацијом... поново глуми особу без осећања кривице.“
У психолошким истраживањима, кривица се може мерити коришћењем упитника, као што је скала диференцијалних емоција (Изардова DES) или холандски инструмент за мерење кривице.

### Одбране
Према психоаналитичкој теорији, одбрана од осећања кривице може постати најважнији аспект нечије личности. Методе које се могу користити за избегавање кривице су вишеструке. То укључује:
- Потискивање, које суперего и его обично користе против инстинктивних импулса, али повремено против самог суперега/савести.[11] Ако одбрана не успе, онда (у повратку потиснутих) неко може почети да се осећа кривим годинама касније за радње које су у то време олако почињене.[12]
- Пројекција је још једно одбрамбено средство са широком применом. То може имати облик окривљавања жртве: жртви нечије несреће или лође среће може се понудити критика, према теорији да жртва може бити крива што је привукла непријатељство друге особе.[13] Алтернативно, не кривица, већ сама осуђујућа агенција, може се пројектовати на друге људе, у нади да ће они на нечија дела гледати повољније него на сопствену савест (процес који се ослања на референтне идеје).[14]
- Дељење осећања кривице, а самим тим и мање усамљености са кривицом, мотивирајућа је снага у уметности и у причању шала; а такође је могуће „позајмити“ осећај кривице од некога ко се сматра кривим, и тиме ублажити своју кривицу.[15]
- Самоповређивање се може користити као алтернатива за компензацију објекту нечијег преступа – можда у облику да се не дозвољавања себи да се ужива у могућностима које су отворене, или у добробитима које особи припадају, као резултат некомпензованог осећања кривице.[16]

### Бихевиорални одговори
Склоност кривици је поуздано повезана са моралним карактером. Слично томе, осећање кривице може да подстакне касније врлинско понашање. Људи који се осећају кривим су склонији да буду уздржани, избегавају самозадовољавање и показују мање предрасуда. Сматра се да осећање кривице подстиче репаративно понашање како би се ублажиле негативне емоције које изазива. Чини се да се људи упуштају у циљано и специфично репаративно понашање према особама којима су нанели неправду или их увредили.

### Недостатак кривице код психопата
Појединци са високим нивоом психопатије немају истински осећај кривице или кајања за штету коју су можда нанели другима. Уместо тога, они рационализују своје понашање, окривљују неког другог или то потпуно поричу. Људи са психопатијом имају тенденцију да буду штетни за себе и друге. Имају мало способности да планирају унапред за будућност. Појединац са психопатијом никада неће бити крив јер ће учинити све што је потребно да би за себе имао користи без резерве. Особа која не осећа кривицу или кајање не би имала разлога да сматра да је крива за нешто што је урадила са намером да повреди другу особу. За особу са високом психопатијом, њени поступци се увек могу рационализовати тако да су криве друге особе. Психолози то виде као део недостатка моралног расуђивања (у поређењу са већином људи), неспособности да се процене ситуације у моралном оквиру и неспособности да се развију емоционалне везе са другим људима због недостатка емпатије.

### Узроци

#### Еволуционе теорије
Неки еволуциони психолози теоретишу да су кривица и стид помогли у одржавању корисних односа, као што је реципрочни алтруизам.